# (1198) Atlantis
(1198) Atlantis – planetoida z grupy przecinających orbitę Marsa okrążająca Słońce w ciągu 3 lat i 139 dni w średniej odległości 2,25 au. Została odkryta 7 września 1931 roku w Landessternwarte Heidelberg-Königstuhl w Heidelbergu przez Karla Reinmutha. Nazwa planetoidy pochodzi od Atlantydy, mitycznego lądu. Przed nadaniem nazwy planetoida nosiła oznaczenie tymczasowe (1198) 1931 RA.